# Portal al carrer de la Plaça, 7 (Mollet de Peralada)
El Portal al carrer Plaça, 7 és una obra de Mollet de Peralada (Alt Empordà) inclosa a l'Inventari del Patrimoni Arquitectònic de Catalunya.

## Descripció
Portal situat al carrer que baixa de la plaça de l'Església cap al centre del poble. Aquest portal es troba a cinquanta metres de l'església. És un portal d'arc de mig punt adovellat, amb els brancals bastits amb carreus de pedra ben tallats. Posteriorment s'edificà un altre portal rectangular aprofitant aquesta vella obertura i reformant-la. Actualment, l'obertura rectangular s'ha eliminat per deixar l'original com a principal porta d'entrada.